# Ignazio Guidi
Pour les articles homonymes, voir Guidi.
Ignazio Guidi, né à Rome le 31 juillet 1844, mort dans la même ville le 18 avril 1935, est un orientaliste italien, spécialiste des langues sémitiques.

## Carrière
Après des études classiques, il aborda les principales langues sémitiques (hébreu, syriaque, arabe) à la faculté de théologie de l'Université La Sapienza (dans ce qui était toujours alors l'État pontifical), sous la direction notamment du bénédictin autrichien Pius Zingerle (en), qui enseigna à La Sapienza de 1862 à 1865. De 1873 à 1876, il fut conservateur du cabinet de numismatique du Vatican. En octobre 1876, il fut chargé de cours d'hébreu et de langues sémitiques comparées à La Sapienza (Rome ayant été annexée entre-temps par le royaume d'Italie, et La Sapienza ayant été sécularisée). En 1885, il devint professeur titulaire. La même année, un corps expéditionnaire italien ayant occupé Massaoua le 5 février, prélude à la conquête de l'Érythrée et (peut-être) de l'Éthiopie, le ministre Michele Coppino le chargea d'un cours d'histoire et de langues abyssiniennes. Il avait appris le guèze en autodidacte, aidé par un debtera du nom de Kefla Ghiorghis, qui séjournait à Rome. Il enseigna à La Sapienza jusqu'à sa retraite en 1919, sauf un semestre à l'université nouvellement fondée du Caire, en 1908/09.
L'étude des langues orientales étant jusqu'alors, en Italie, l'apanage des théologiens et des missionnaires, Ignazio Guidi y fonda pour les langues sémitiques la tradition universitaire laïque. Il fut le créateur de la Scuola di lingue orientali de La Sapienza, et l'un des principaux fondateurs, en 1907, de la trimestrielle Rivista degli studi orientali, qui existe toujours, domiciliée à La Sapienza. Il fut co-directeur de la collection Patrologia Orientalis.
Ignazio Guidi fut membre de la Reale Accademia dei Lincei à partir de 1878, secrétaire de la classe des lettres de 1890 à 1925, et membre correspondant de nombreuses académies étrangères. Il fut nommé sénateur le 30 décembre 1914.
Son fils Michelangelo Guidi (1886-1946) fut arabisant et islamologue, auteur d'une Histoire de la religion islamique.

## Éditions
- Gemâleddîni ibn Hišâmi Commentarius in carmen Ka'bi ben Zoheir Bânat Su'âd appellatum[1], Leipzig, F. A. Brockhaus, 1871.
- « La lettera di Simeone, vescovo di Bêth Aršâm, sopra i martiri omeriti » (texte syriaque et traduction italienne), Memorie della Reale Accademia dei Lincei, classe di scienze morali, storiche e filologiche, 3e série, vol. VII, 1881, p. 471-515.
- Michael Jan de Goeje et alii, Annales quos scripsit Abu Djafar Mohammed ibn Djarir at-Tabari / Mukhtasar ta'rikh al-rusul wa-l-muluk wa-l-khulafa, 15 vol., Leyde, E. J. Brill, 1879-1901 (section relative à la période omeyyade, 1882-86).
- « Testi orientali inediti sopra i sette dormienti di Efeso » (copte, syriaque, guèze et arménien), Memorie dell'Accademia nazionale dei Lincei, classe di scienze morali, storiche et filologiche, 3e série, vol. 12, 1884-85, p. 343-445.
- Il Fetha nagast o Legislazione dei re[2], 2 vol., Rome, 1897-99.
- Vie et récits de l'abbé Daniel le Scétiote (VIe siècle) (texte grec par Léon Clugnet, texte syriaque par François Nau, texte copte par Ignazio Guidi), Paris, A. Picard et fils, 1901, (lire en ligne).
- Chronica minora I, Corpus Scriptorum Christianorum Orientalium, vol. 1-2 (Scriptores Syri, vol. 1-2), Paris, 1903.
- Annales Johannis I, 'Iyasu I et Bakaffa[3], CSCO, vol. 22-23 et 24-25 (Scriptores Æthiopici 5-6 et 7-8), Paris, 1903.
- Le livre des mystères du ciel et de la terre (de Ba'hayla Mîkhâ'êl, texte guèze et traduction française), en collaboration avec Jules Perruchon, Patrologia Orientalis, t. I, fasc. 1, Paris, Firmin-Didot, 1903.
- Le synaxaire éthiopien (texte guèze et traduction française), Patrologia Orientalis, t. I, fasc. 5, p. 520-703 (1907) ; t. 7, fasc. 3, p. 205-453 (1911) ; t. 9, fasc. 4, p. 237-473 (1913).
- Annales regum 'Iyasu II et 'Iyo'as[4], CSCO, vol. 61-66 (Scriptores Æthiopici 28-29), Paris, 1910-12.
- Il Muḫtaṣar o Sommario del diritto malechita di Ḫalīl ibn Isḫāq, I, Giurisprudenza religiosa ('ibadat)[5], Milan, 1919.
- Sévère d'Antioche. Homiliæ cathedrales. XCIX à CIII (texte syriaque de Jacques d'Édesse et traduction française), Patrologia Orientalis, t. XXII, fasc. 2, Paris, 1929.

## Autres publications
- « Della sede primitiva dei popoli semitici », Memorie della Reale Accademia dei Lincei, classe di scienze morali, storiche e filologiche, 3e série, vol. III, 1879, p. 566-615 (exposé d'une théorie selon laquelle les peuples sémitiques seraient originaires de l'Arménie et de l'Azerbaïdjan actuels).
- Grammatica elementare della lingua amarica, Rome, 1899.
- Vocabolario amarico-italiano (en collaboration avec Kefla Ghiorghis), Rome, 1901.
- Storia della letteratura etiopica, Rome, 1932.